# Бабалиці
Бабалиці (пол. Babalice, нім. Babalitz) — село в Польщі, у гміні Біскупець Новомейського повіту Вармінсько-Мазурського воєводства.
У 1975-1998 роках село належало до Торунського воєводства.